# Bryonora castanea
Bryonora castanea är en lavart som först beskrevs av Hepp, och fick sitt nu gällande namn av Poelt. Bryonora castanea ingår i släktet Bryonora och familjen Lecanoraceae.  Arten är reproducerande i Sverige. Inga underarter finns listade i Catalogue of Life.